# Teodoro Llorente Falcó
Ne doit pas être confondu avec Teodor Llorente Olivares.
Teodor ou Teodoro Llorente Falcó, né à Valence le 15 mars 1869 où il est mort le 3 juin 1949, est un journaliste et écrivain espagnol du Pays valencien.

## Biographie
Quatrième fils de Teodor Llorente Olivares, il travaille avec son père au journal Las Provincias, qu'il dirige de 1911 à sa mort. Licencié en droit à l'université de Valence, il participe également aux journaux ABC et la Ilustració Catalana sous divers pseudonymes. Ayant apporté son soutien la grammaire du père Lluís Fullana, il apporte appuie la candidature de ce dernier à l'Académie royale espagnole en 1928.
Il écrit dans Las Provincias sous divers pseudonymes tels que « Jordi de Fenollar », « Mateo », « Levantino », « Lucio » et « El setentón ».
D'idéologie conservatrice et régionaliste modérée, il reconnaît l’unité linguistique du catalan et du valencien, et est signataire les Normes de Castellón de 1932. À l'éclatement de la guerre civile espagnole, des miliciens du Front populaire assassinent son fils Teodor Llorente Monleón, qui avait conspiré contre la Seconde République et participé à la préparation du coup d'État des 17 et 18 juillet 1936. Il réussit à fuir à Saint-Sébastien en mars 1937 grâce au soutien du maire José Cano Coloma. Il y dirige la revue Valencia avec Joan Beneyto i Pérez et Mariano Cuber.
Une fois la guerre terminée et le régime franquiste installé, il est nommé secrétaire de Lo Rat Penat et directeur doyen du Centre de culture valencienne en 1940, ainsi que chroniqueur officiel de la province de Valence,.
Il est également traducteur en espagnol de rondalles (contes populaires) d'Antoni Maria Alcover.

## Œuvres
- Ráfagas del campo (1909)
- Cuentos maravillosos (1913)
- Nuevos cuentos maravillosos (1928)
- Mistral i Llorente (1932)
- En defensa de la personalidad valenciana (1930)
- Eduardo Escalante (1934)
- Memorias de un setentón (1942-48)
- Miniaturas
- Los valencianos en San Sebastián (1941)